# Platte (Botanik)

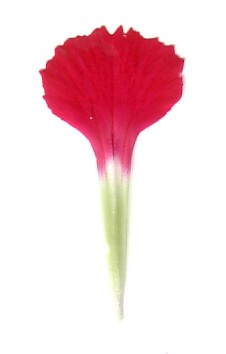
Kronblatt einer Nelkenart (Dianthus sp.), unterteilt in Nagel (unten) und Platte (oben)

Die Platte ist bei Pflanzen der obere Teil eines freien Kron- oder Nektarblattes, der deutlich vom schmaleren unteren Teil, dem Nagel, abgesetzt, verbreitert und meist nach außen gerichtet ist.

## Belege
- Eckehart J. Jäger, Friedrich Ebel, Peter Hanelt, Gerd K. Müller (Hrsg.): Exkursionsflora von Deutschland. Begründet von Werner Rothmaler. Band 5: Krautige Zier- und Nutzpflanzen. Springer, Spektrum Akademischer Verlag, Berlin/Heidelberg 2008, ISBN 978-3-8274-0918-8, S. 839.